# 남구 (대구 선거구)
남구는 대한민국의 옛 국회의원 선거구이다. 당시 대구광역시 남구 지역을 관할했다.

## 역사
제13대 국회의원 선거를 앞두고 남구·수성구 선거구에서 분리되면서 신설되었다.
제16대 국회의원 선거를 앞두고 중구 선거구와 통합되어 중구·남구 선거구를 형성하게 됨에 따라 폐지되었다.

## 역대 국회의원
| 선거   | 정당 | 정당         | 의원   |
| ------ | ---- | ------------ | ------ |
| 1988년 |      | 민주정의당   | 이정무 |
| 1992년 |      | 통일국민당   | 김해석 |
| 1996년 |      | 자유민주연합 | 이정무 |
| 2000년 |      | 한나라당     | 현승일 |

## 역대 선거 결과

### 대한민국 제13대 국회의원 선거
|  | 41.88% |

|  | 32.03% |

|  | 13.82% |

|  | 10.87% |

|  | 1.38% |

### 대한민국 제14대 국회의원 선거
|  | 45.00% |

|  | 40.48% |

|  | 7.60% |

|  | 6.90% |

### 대한민국 제15대 국회의원 선거
|  | 44.55% |

|  | 26.25% |

|  | 6.44% |

|  | 6.42% |

|  | 5.29% |

|  | 2.79% |

|  | 2.55% |

|  | 1.62% |

|  | 1.57% |

|  | 1.27% |

|  | 1.19% |

### 대한민국 제16대 국회의원 선거
|  | 61.60% |

|  | 29.13% |

|  | 6.66% |

|  | 2.59% |